# 僵尸火灾
僵尸火灾又稱越冬火灾、残余火灾，是指被积雪覆蓋的泥炭悶燒後引發的火災。这种火灾通常发生在凍原上。冬天由於積雪覆蓋的緣故，僵尸火灾發生時地面上看不到明火，只能看到燃烧產生的烟。夏天由於積雪融化，人們因而可以肉眼看到火勢。